# Andrzej Kapostas
Andrzej Kapostas inne formy nazwiska: Kaposztas, Kapostasz, Káposztás, Kaposztasz, Kapustas, Kapustaś; pseud.: Autor pisma Raczej piórem niż orężem, (ur. 1757 prawdopodobnie w Galgoczu (Hlohovcu) na Węgrzech (dzisiejsza Słowacja), zm. po 3 grudnia 1796) – warszawski bankier, pisarz ekonomiczny, publicysta, członek Rady Najwyższej Narodowej (RNN), członek Tymczasowej Dyrekcji Biletów Skarbowych i dyrektor płatny Dyrekcji Biletów Skarbowych, Inspektor Generalny Inspekcji Biletów Skarbowych w czasie powstania kościuszkowskiego w 1794 roku, autor ustawy o pieniądzach papierowych z 8 czerwca 1794.

## Życiorys
Z pochodzenia był prawdopodobnie Węgrem. Był człowiekiem dobrze wykształconym, znał niemiecki i hebrajski i znał problematykę ekonomiczną. Około roku 1780 osiedlił się w Polsce i zamieszkał w Warszawie. W roku 1786 wpisany w album civile Starej Warszawy. Wraz z Franciszkiem Morino prowadził kantor bankierski. Był członkiem Zakonu Iluminatów. W grudniu 1790 został nobilitowany; nadano mu herb Odrowąż. 15 kwietnia 1792 został wybrany radnym Warszawy. Pracował w departamencie regestratury warszawskiego magistratu. 23 lipca 1790 przedłożył sejmowi projekt utworzenia banku narodowego; proponował bank jako instytucję półpaństwową i półprywatną. Był członkiem sprzysiężenia, przygotowującego wybuch powstania kościuszkowskiego, 28 maja 1794 został powołany przez Tadeusza Kościuszkę do Rady Najwyższej Narodowej (RNN) jako zastępca radcy. Członek Wydziału Porządku RNN i zastępca prezesa tego Wydziału. Zaprojektował ustawę o pieniądzach papierowych wydaną przez rząd powstańczy 8 czerwca 1794. 21 grudnia 1794 został aresztowany wraz z m.in. Ignacym Potockim i Janem Kilińskim i osadzony w twierdzy pietropawłowskiej w Petersburgu. 3 grudnia 1796 uwolniony, wkrótce zmarł.

## Twórczość
Autor kilku prac politycznych i ekonomicznych, m.in. O banku narodowym w Polszcze ustanowić się mającym (1789).

### Ważniejsze dzieła
- Najjaśniejszy Królu, Panie Nasz Miłościwy! Naj. Rzptej Skonfederowane Stany!, brak miejsca i roku wydania, (prośba za K. Wieprzowskim, podpisani: J. Kaposztas i A. Móratowicz)
- O banku narodowym w Polszcze ustanowić się mającym, brak miejsca wydania 1789, (druk anonimowy, autorstwo według ustaleń R. Pilata i W. Smoleńskiego)
- Planta ułożenia projektu banku narodowego, do Prześwietnej Deputacji projektu ekonomiki krajowej podana przez..., Warszawa 1790, (poprzednio – 23 lipca 1790 – przedstawiona Sejmowi za pośrednictwem posła S. Kublickiego)
- Odpowiedź z uwagami na plantę bankową pana Karola Glawe, przez... uczyniona, Warszawa 1790
- Zasady do projektu urządzenia Żydów, Warszawa 23 listopada 1791, z rękopisu Wojewódzkiego Archiwum Państwowego Krakowa (Archiwum Miasta Krakowa, sygn. 1323), wyd.: J. Woliński, J. Michalski, E. Rostworowski, Materiały do dziejów Sejmu Czteroletniego, t. 5, Wrocław 1964, (współautor: A. Móratowicz)
- Scena ostatnia Pythona, czyli odpowiednie pismo na dzieło pod tytułem Python lipsko-warszawski diabeł, kontrtragedia na tragedię Saul, wyjętą z Pisma Świętego..., brak miejsca wydania 1792, (druk anonimowy, autorstwo ustalił W. Smoleński; odpowiedź K. Surowieckiemu, który z kolei replikował broszurą Góra rodząca)
- Raczej piórem niż orężem, czyli droga do traktowania z Imperatorową Imcią Rosyjską, brak miejsca wydania, maj 1792, dwa wydania, (druk anonimowy, autorstwo ustalił W. Smoleński)
- Pogoda, zabytek prawdy z greckiego wyjęty. Przez autora pisma "Raczej piórem niż orężem" na dokończenie bajki "Wiatry", brak miejsca wydania 1792, (druk anonimowy, autorstwo ustalił W. Smoleński; odpowiedź na pismo anonimowe: Dla autora "Raczej piórem niż orężem" bajka wschodnia "Wiatry", tłumaczona z języka rabskiego, brak miejsca wydania 1792).

### Materiały
- Zeznania składane w śledztwie w Petersburgu, Cztienija w Moskowskom obszczestwie istorii i driewnostiej, 1867, t. 1-3.